# Museu de Pesca de Santos
O Museu de Pesca de Santos oficialmente Instituto de Pesca de Santos é uma instituição localizada no município de Santos, São Paulo, que desenvolve ações científico-culturais referente a preservação e utilização dos recursos marinhos.

## História do Museu
Surgido a partir das ruínas do antigo Forte Augusto que abrigou inicialmente a Escola de Aprendizes-Marinheiros, depois uma Escola de Pesca até seu propósito atual. Sua construção data do ano de 1734. Em 1770, foi realizada uma reforma e recebeu artilharia como sete canhões, em 1837, passou para o Ministério da Marinha. No ano de 1893, durante a Revolta Armada, combateu com sucesso o Cruzador República. Já no início do século XX o Forte quase desaparece em meio a ruínas, avistavam-se apenas canhões entre as dunas de areia.
O Museu de Pesca de Santos era utilizado como defesa de uma das entradas estuário de Santos, em conjunto com a Fortaleza de Santo Amaro da Barra Grande impediam o acesso de piratas e corsários que tentavam invadir o estuário, com suas artilharias de canhões os invasores ficavam em meio ao fogo cruzado. A localização privilegiada, de onde hoje é o Museu de Pesca, Permitia uma boa visualização dos navios que adentravam ao estuário, assim quando se observava a entrada de embarcações não autorizadas o Forte Augusto dava o primeiro tiro de alerta e com isso ambos os fortes abriam fogo.

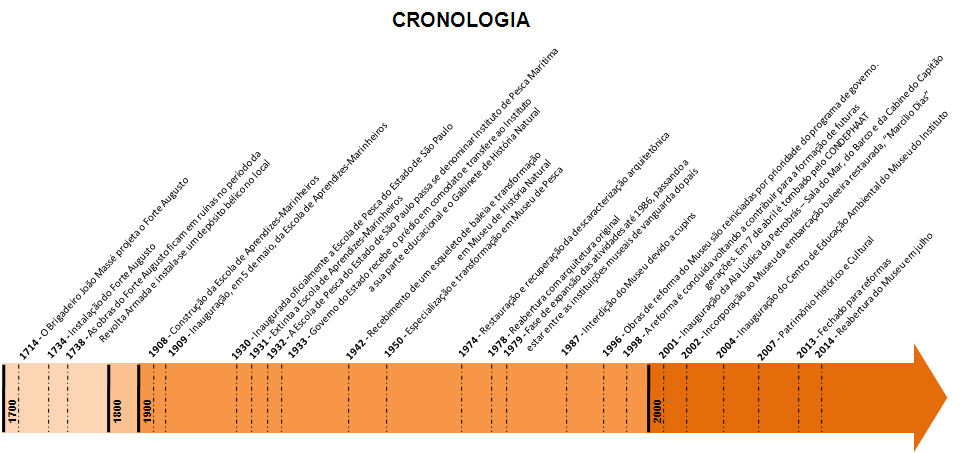
[http://www.pesca.sp.gov.br/museu.php Fonte: Museu de Pesca de Santos

Em 07 de abril de 1998, o prédio foi tombado pelo Conselho de Defesa do Patrimônio Histórico Arqueológico, Artístico e Turístico (CONDEPHAAT).
Mais recentemente, em 04 de julho de 2014 foi realizado uma reforma que propiciou sua abertura ao público já nos formatos atuais. O Local estava fechado desde setembro de 2013. O museu foi totalmente restaurado e ganhou nova pintura, telhado, parte elétrica e acessibilidade.

## Política
O Governo do Estado de São Paulo, em sua última reinauguração assinou um documento autorizando o início dos serviços para a construção do núcleo do Parque Tecnológico de Santos. O empreendimento será construído em uma área de 220 mil m², entre os bairros do Valongo e da Vila Mathias. O investimento total ultrapassa R$ 16 milhões, onde o Estado arcará com R$ 10 milhões, e a prefeitura, com R$ 6 milhões.

## Cultura e Turismo

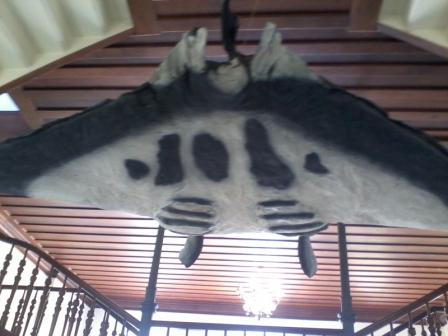
Entrada do Museu

Considerado patrimônio da cidade de Santos, possui uma riqueza e diversidade em sua história tornando-o parte importante da cultura da população da Baixada Santista. A função atual do Museu é a exposição de animais marinhos que passaram pelo processo de taxidermia como esqueletos, conchas, coleção de areias, para que assim fossem conservadas ao máximo suas características naturais. Porém suas atividades não se restringem apenas ao entretenimento.
São desempenhadas outras atividades como divulgação técnico-científica de pesca, de biologia, de ecologia e aquicultura, também há um processo de disseminação de ideias de incentivo a preservação ecológica, através da sustentabilidade para as escolas, turistas e população.
O Museu possui um significado muito mais amplo para a cidade, que pode ser analisado através de seu passado, mediante todo histórico e todas as transformações sofridas mantendo a essência viva das origens de um Patrimônio Histórico, pois através desse passado é que a população tem a percepção do quanto é importante esse edifício para sua cidade.
Um dos marcos mais importantes do Museu ocorreu em 1942 quando uma das maiores atrações foi anexada ao acervo, a ossada de uma Baleia Fin (Balaenoptera physalus), encontrada na cidade de Peruíbe, litoral paulista. Foram necessárias transformações no ambiente do Museu devido o fato da ossada possuir um peso de 7 toneladas e 23 metros de comprimento. A partir deste momento, houve a renovação das coleções de conchas, corais, aves marinhas, peixes, dentre outras.

## Galeria

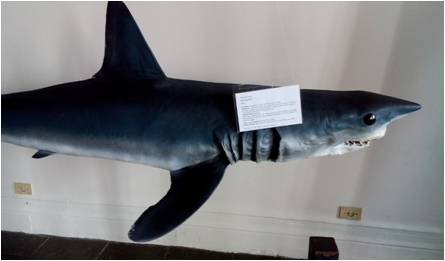
Espaço dos Tubarões
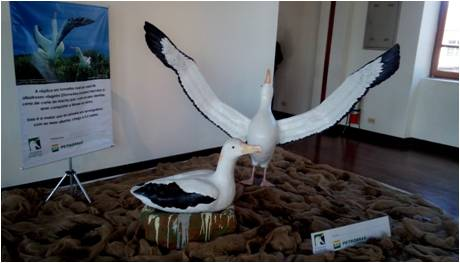
Aves
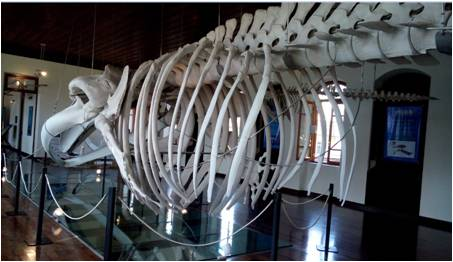
Mamíferos Marinhos
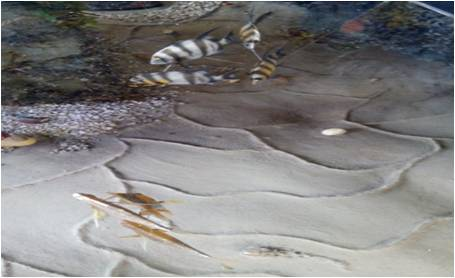
Fundo Arenoso
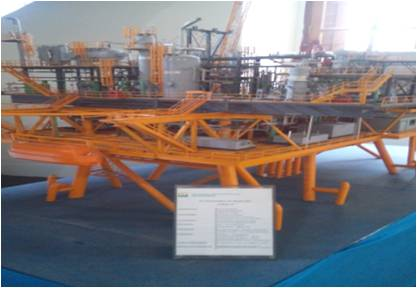
Ala Lúdica da Petrobrás
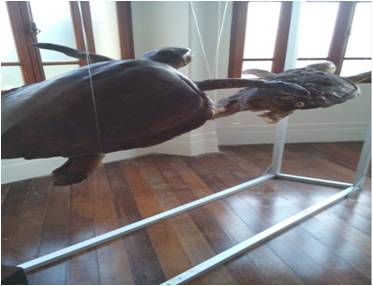
Espaço das Tartarugas
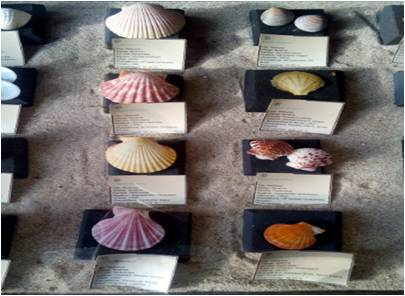
Espaço Belezas do Mar

Todo esse acervo o tornou conhecido, extraoficialmente na década de 40, como Museu de Pesca. Essa mudança no nome significou a amplitude na preservação da memória e história de Santos, que se torna possível através dos relatos do passado ou, no caso de um Museu, podem ser resgatados através de suas peças, documentos, textos e de seus estudiosos. Essas lembranças unem o passado com o futuro, preservando a cultura da sociedade.
Além de todo conhecimento que pode ser adquirido através da visitação e de suas peças, a sua sede é um tesouro da Baixada Santista, que possui estilo eclético, devido a influência de diversidades arquiteturais referente à década de 1908.